# Ernst Gottlieb Sigismund von Heugel
Ernst Gottlieb Sigismund von Heugel (geb. 23. Februar 1763 in Nieder-Panthenau (Schlesien); gest. 4. Dezember 1835 in Borislawitz) war ein preußischer Land- und Kriegsrat.

## Leben
Ernst Gottlieb Sigismund von Heugel war der Sohn von Laurentius Sigismund von Heugel (1720–1798), Landesältester und Erbherr auf Nieder-Panthenau und Marschwitz und dessen Ehefrau Rebekka Catharine Theresia, geb. von Hedwiger († 1774). Er diente zunächst in der Preußischen Armee, wo er bis zum Leutnant aufstieg. Aufgrund einer Invalidität konnte er seinen Dienst, zuletzt im Kürassierregiment „von Bockum-Dolffs“, nicht mehr fortführen und nahm seinen Abschied. 1797 wurde er Nachfolger des verstorbenen Johann Nepomuk von Schipp und Branitz als Landrat des Landkreises Cosel. Das Amt als Landrat übte er bis zum Jahr 1808 aus. 1816 wurde er zum Kriegsrat in Oberschlesien ernannt.

## Persönliches
Heugel war Herr auf Borislawitz und Gieraltowitz. In erster Ehe heiratete er 1791 Helene Margarethe Gottliebe Gertrud Freiin von Saß (1767–1803). Nach deren Tod vermählte er sich mit Maximiliane Cäcilie von Baileul aus einer Adelsfamilie der Grafschaft Artois. Aus den Ehen gingen neun Kinder hervor, darunter der Landrat Adolf von Heugel (1795–1846). Ein Sohn von dessen jüngerem Bruder, dem preußischen Oberstleutnant Heinrich von Heugel (1809–1883), war der preußische Generalmajor Kraft von Heugel (1849–1905).